# Théorème d'Ax-Kochen
Le théorème d'Ax-Kochen est un théorème de la théorie des nombres attribué à James Ax et Simon Kochen.
Théorème d'Ax-Kochen — Pour tout entier {\displaystyle d>0}, il existe un ensemble fini {\displaystyle E(d)} de nombres premiers tels que si {\displaystyle p} est un nombre premier qui n'est pas dans {\displaystyle E(d)}, alors tout polynôme homogène de degré {\displaystyle d} (avec {\displaystyle n>d^{2})} sur les nombres p-adiques